# III Marine Expeditionary Force
La III Marine Expeditionary Force (III MEF) est une Marine Expeditionary Force (MAGTF) de l'United States Marine Corps. Elle participa à la Seconde Guerre mondiale, à la guerre du Viet Nam, à la guerre du Golfe et à la guerre d'Irak.
Il s'agit d'une unité qui s'occupe aussi bien d'administration générale, ravitaillement, formation, équipement, planification opérationnelle que de coordination sur le terrain.

## Désignation
L'unité a changé de nom à de multiples reprises :
- I Amphibious Corps (I AC) lors de sa création le 1er octobre 1942, appelé aussi I Marine Amphibious Corps (I MAC) (ne pas confondre avec le I Marine Expeditionary Force).
- III Amphibious Corps (III AC) le 15 avril 1944, appelé aussi III Marine Amphibious Corps (III MAC). Renommée ainsi car liée à la Troisième flotte des États-Unis.
- III Marine Expeditionary Force (III MEF) le 6 mai 1965 lors de sa réactivation.
- III Marine Amphibious Force (III MAF) le 7 mai 1965.
- III Marine Expeditionary Force (III MEF) depuis le 5 février 1988.

## Histoire

### Seconde guerre mondiale
Le I Amphibious Corps est créé le 1er octobre 1942 en tant qu'unité conjointe Marines-Army avec l'essentiel de l'état-major du Amphibious Corps, Pacific Fleet (ACPF). Il est transféré dans le courant du mois à Nouméa en Nouvelle-Calédonie. Il est subordonné au South Pacific Area Command de l'amiral William F. Halsey.
Les débuts sont difficiles, dès le printemps 1943 l'amiral Halsey veut remplacer le général Clayton Barney Vogel, ancien commandant de la 2e division des Marines, qui ne convient pas selon lui à un commandement de combat en voyant la planification pour bataille de Nouvelle-Géorgie, par le général Alexander Vandegrift qui a joué un rôle clef dans la bataille de Guadalcanal. Mais probablement pour ne pas perdre son amitié, il tente de faire faire la besogne par le chef des Marines, le général Thomas Holcomb qui devant l'inaction d'Halsey finit par céder après quelques mois.
La nomination d'Alexander Vandegrift qui est déjà le successeur prévu de Thomas Holcomb n'est que temporaire mais il réforme sérieusement le corps dont la 2e division de Marines qui lui est alors attachée. Il planifie la bataille de Bougainville dans lequel le corps va également exercer un commandement sur le terrain contrairement à la Nouvelle-Géorgie.
Le général Charles D. Barrett alors commandant de la 3e division des Marines est nommé par consensus y compris d'Halsey et assiste Vandegrift pendant un mois avant son départ. Soucieux de ses hommes, il tente d'améliorer les plans pour la bataille de Bougainville sans se contenter de ce qu'il a à sa disposition ce qui entraine des retards qui exaspèrent le fonceur qu'est Halsey. Le 8 octobre, après une entrevue avec Halsey qui lui a annoncé son remplacement alors qu'il vient à peine d'exercer le plein commandement, il se suicide par défenestration. Pour diverses raisons, cela passe officiellement pour un accident et Nimitz ne sera pas mis au courant.
La bataille de Bougainville est un grand succès que l'on crédite pour une part à Charles D. Barrett pour son plan et l'entrainement de la 3e division des Marines et pour l'autre au commandement au combat d'Alexander Vandegrift qui reprend brièvement l'intérim et de Roy Geiger qui lui succède.
Paradoxalement celui qui saura commander ce corps, Roy Geiger, est un aviateur mais il a une expérience du commandement au combat pendant la bataille de Guadalcanal au travers de la Cactus Air Force et en ayant brièvement remplacé Vandegrift lors de son absence. Il combattra à Bougainville, Guam, Palaos (Peleliu), Okinawa. Il est prévu que le corps prenne part à l'invasion du Japon qui sera annulée.
En septembre 1945, il part pour Tientsin et sert de force d'occupation en Chine du nord jusqu'à sa désactivation le 10 juin 1946

#### Commandants
Même s'il s'agit d'une unité conjointe Marines-Army, les Marines en assureront toujours le commandement.
- Clayton Barney Vogel (en) 1er octobre 1942 – juillet 1943.
- Alexander Vandegrift juillet 1943 – 27 septembre 1943.
- Charles D. Barrett (en) 27 septembre 1943 – 8 octobre 1943.
- Alexander Vandegrift 8 octobre 1943 – 1er novembre 1943.
- Roy Geiger 9 novembre 1943 – 30 juin 1945.
- Keller Rockey 1er juillet 1945 - juin 1946.

#### Unités subordonnées au combat
Le corps ayant une vocation de planification et de coordination, les unités placées sous ses ordres ont varié :
- Bataille des îles du Trésor : 8th Brigade (New Zealand) (en).
- Raid sur Choiseul : 1st Marine Parachute Regiment (Paramarines).
- Bougainville : 3e division des Marines, 37e division d'infanterie (US Army) (jusqu'au 15 décembre 1943).
- Guam : 3e division des Marines, 77e division d'infanterie (US Army) et 1st Provisional Marine Brigade.
- Peleliu et Angaur : 1re division des Marines et 81e division d'infanterie (US Army)
- Okinawa : 1re division des Marines, 2e division des Marines et 6e division des Marines.
- Invasion du Japon (Opération Downfall) : 1re division des Marines, 2e division des Marines et 6e division des Marines (prévision).

### Guerre du Vietnam
Le corps est réactivé le 6 mai 1965 à Da Nang au Vietnam. Il sert pendant la guerre du Vietnam de mai 1965 à avril 1971.
Il ne s'agit plus alors d'une unité conjointe avec l'armée puisqu'elle comprend la 1re division des Marines, 3e division des Marines et le 1st Marine Aircraft Wing.
En avril 1971 il est redéployé à Okinawa et est réduit à la 3e division des Marines, 1st Marine Aircraft Wing plus les unités logistiques.

### Depuis les années 1990
Le corps prend part à la plupart des opérations américaines depuis la guerre du Golfe et de l'opération Provide Comfort en Irak (septembre 1990 - juin 1991), Force d'intervention unifiée en Somalie (décembre 1992 - mars 1994), guerre d'Irak, opération Enduring Freedom en Afghanistan.
Certaines de ses unités sont également régulièrement déployées lors d'opérations humanitaires dans le Pacifique, telles que lors du cyclone Gorky au Bangladesh (mai-juin 1991), lors du tsunami du 26 décembre 2004 et celui du 11 mars 2011 au Japon (opération Tomodachi).